# UBV-System
Das UBV-System ist ein breitbandiges fotometrisches System, mit dem  zahlreiche Sterne vermessen wurden. Es wird auch Johnson- oder Johnson-Morgan-System genannt nach den Astronomen Harold Lester Johnson und William Wilson Morgan, die es in den 1950er Jahren einführten.

## Beschreibung

Darstellung der UBV-Filter und ihrer Transmission nach Wellenlänge

Die Buchstaben U, B und V stehen für ultraviolette, blaue und visuelle Größenklassen, die zur Klassifikation eines Sternes gemessen werden. Die Filter wurden so gewählt, dass die Schwerpunktwellenlängen der Antwortfunktionen wie folgt liegen:
- 366 nm für die Helligkeit im ultravioletten Licht (U)
- 438 nm für die Helligkeit im blauen Licht (B); diese Wahl für das blaue Ende des Spektrums war durch Einschränkungen des fotografischen Filmes bedingt.
- 545 nm für die Helligkeit im gelben Licht (V); V steht dabei für visuell, da das menschliche Auge Sterne im gelblichen Bereich am stärksten wahrnimmt.

Anhand dieser Bezugsgrößen werden im UBV-System drei Farbindizes gebildet: U-B, U-V und B-V, wobei letzterer für visuelle Beobachter die größere Bedeutung hat und z. B. oft in Sternkatalogen angegeben wird.
Zur Definition des Nullpunkts des U-B- und B-V-Farbindexes wurden aus A0-V-Sternen solche ausgewählt, die nicht von interstellarer Rötung betroffen sind.
Das UBV-System hat den Nachteil, dass die kurzen Wellenlängen, die den U-Filter beschränken, viel stärker durch die Erdatmosphäre beschränkt werden als durch den Filter selbst. Daher können sich die beobachteten Größenklassen durch die Höhe und Zusammensetzung der Atmosphäre ändern.

## Beispiele

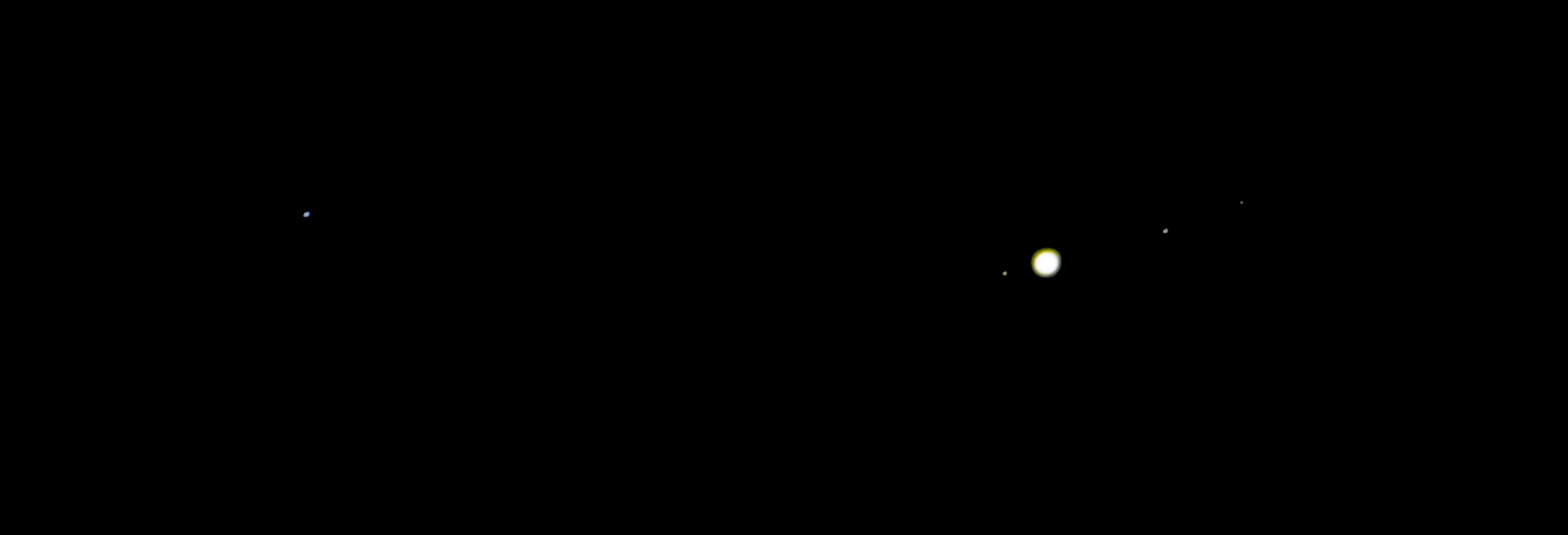
Der leicht bläuliche Stern θ Virginis (links, Spektralklasse A1 IV) in der Nähe des Planeten Jupiter mit den Galileischen Monden Io, Ganymed und Kalisto am 10. April 2017 um 1:45 Uhr MESZ

Nachfolgende Tabelle listet einige Sterne und ihre Scheinbare Helligkeit bei der Wellenlänge des B-Bands und derjenigen des V-Bands. Die Differenz ist der B-V-Farbindex.
| Stern            | B    | V    | (B-V-)Farbindex | Farbe        |
| ---------------- | ---- | ---- | --------------- | ------------ |
| Spica            | 0.74 | 0.97 | −0,23           | blau         |
| Rigel            | 0.1  | 0.13 | −0,03           | bläulichweiß |
| Deneb            | 1.34 | 1.25 | +0,09           | weiß         |
| Alpha Centauri A | 0.72 | 0.01 | +0,71           | gelblich     |
| 119 Tauri        | 6.41 | 4.33 | +2,08           | tiefrot      |

## Erweiterungen
Aus dem UBV-System ging ein erweitertes System mit 5 Bändern hervor, das UBVRI-System mit den vier wichtigsten Farbindizes aus den jeweils benachbarten Wellenlängenbereichen gebildet: U-B, B-V, V-R und R-I.
Ein weiteres mit 11 Wellenlängenbereichen basiert ebenfalls auf dem UBV-System und acht weiteren Wellenlängenbereichen, einer im roten, die anderen bis zum fernen Infrarot.
| Band | Wellenlänge (nm) |
| ---- | ---------------- |
| U    | 366              |
| B    | 438              |
| V    | 545              |
| R    | 641              |
| I    | 798              |
| J    | 1220             |
| H    | 1630             |
| K    | 2190             |
| Kp   | 2120             |
| L    | 3450             |
| L*   | 3800             |